# Teninger Unterwald
Das Naturschutzgebiet Teninger Unterwald liegt auf dem Gebiet der Gemeinde Teningen im Landkreis Emmendingen in Baden-Württemberg.
Das Gebiet erstreckt sich westlich der Kernortes Teningen. Am östlichen Rand des Gebietes verläuft die A 5, am westlichen Rand fließt der Schwobbach, ein Teilgewässer der Glotter. Nordöstlich fließt die Elz und südöstlich verläuft die Landesstraße L 1114.

## Bedeutung

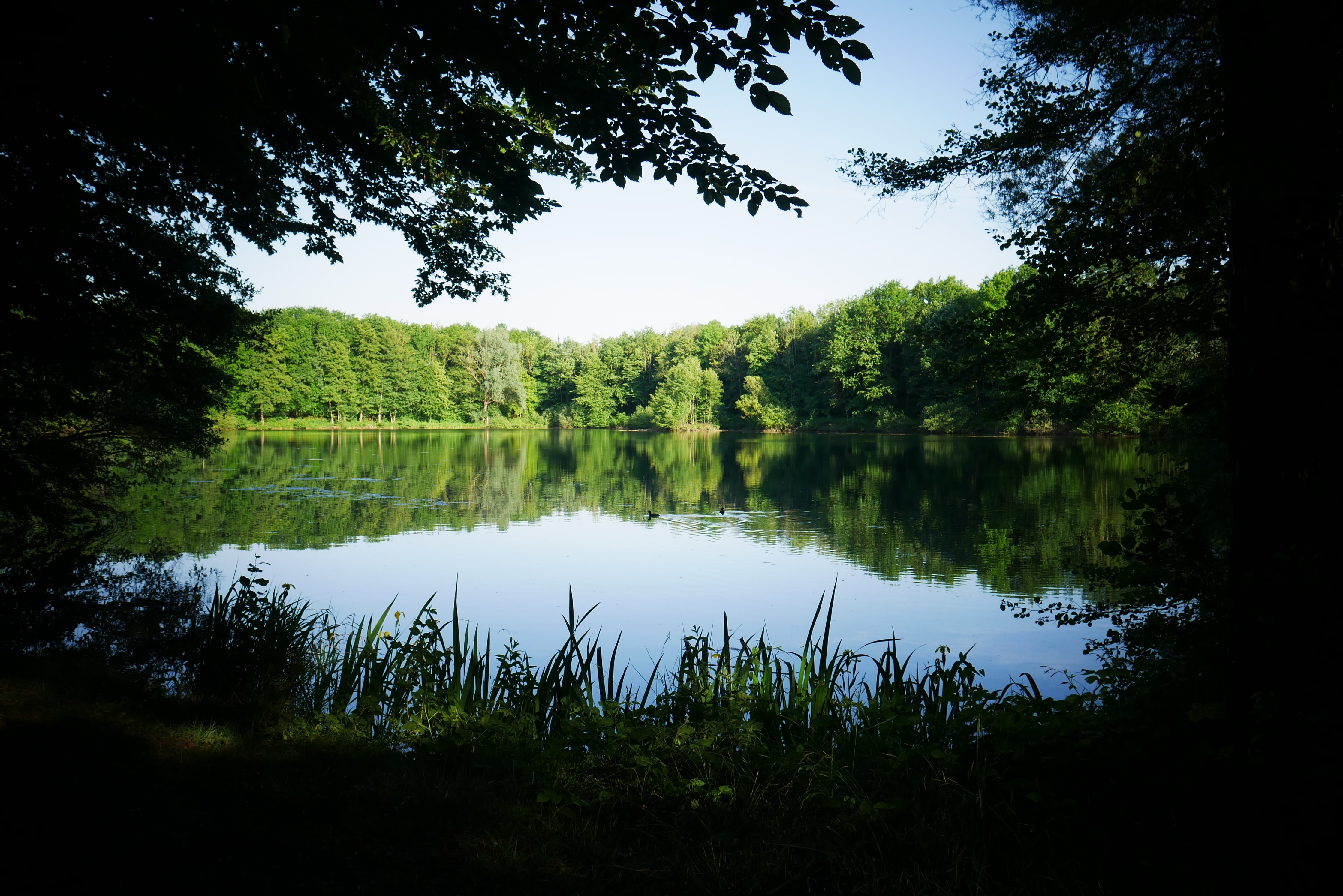
See im Naturschutzgebiet Teninger Unterwald.

Für Teningen ist seit dem 22. November 1982 ein 52,8 ha großes Gebiet unter der Kenn-Nummer 3.124 als Naturschutzgebiet ausgewiesen. Es handelt sich um einen „Lebensraum verschiedener landschaftstypischer, in unterschiedlichem Ausmaß grundwasserabhängiger Waldbestände mit artenreicher Flora und Fauna.“